# Prioniturus platurus
Prioniturus platurus là một loài chim trong họ Psittacidae.
Đây là loài đặc hữu của Indonesia. Môi trường sống tự nhiên của chúng là rừng ẩm vùng đất thấp nhiệt đới hoặc cận nhiệt đới và rừng núi ẩm nhiệt đới hoặc cận nhiệt đới lên đến độ cao khoảng 3.000 mét (9.800& ft).

## Phân loài
Ba phân loài được công nhận. Phân loài P. p. platurus hiện diện ở Sulawesi, Togian, Banggai và một số hòn đảo lân cận, P. p. talautensis hiện diện tại quần đảo Talaud và P. p. sinerubris hiện diện trong Taliabu và Mangole trong quần đảo Sula. Một trong những nơi có thể ngắm loài chim này là Khu Bảo tồn Thiên nhiên Gunung Ambang ở Sulawesi.

## Mô tả
Loài chim này có thân dài khoảng 28 cm và cân nặng khoảng 220 gam. Chim trống chủ yếu có màu xanh lá cây với một đốm đỏ hồng bao quanh bởi một đốm màu xám phía trên mắt và một khoang cổ màu cam trên bộ lông cổ. Phần dưới là màu xanh lá cây nhạt. Các lông cánh phía trên có màu xám và xanh biển-màu xanh lá cây thứ sinh với rìa bên trong màu vàng. 